# Daher Airplane
Daher Airplane ist ein französischer Flugzeughersteller mit Sitz in Tarbes und Teil des Daher-Konzerns. Die Firma geht zurück bis in das Jahr 1911 und hieß ursprünglich Morane-Saulnier, wurde aber 1965 nach der Übernahme durch Sud Aviation in SOCATA (frz. Societé de Construction d'Avions de Tourisme et d'Affaires, deutsch: Gesellschaft für den Bau von Flugzeugen für Tourismus und Wirtschaft) umbenannt. Im Jahr 2000 wurde sie eine hundertprozentige Tochtergesellschaft von EADS und als EADS SOCATA bezeichnet. Im Januar 2009 verkaufte EADS die Mehrheit von EADS SOCATA an Daher, seither werden die Flugzeuge unter der Bezeichnung Daher TBM ... vermarktet.
Daher fertigt Komponenten für Flugzeughersteller wie Airbus, Dassault, Embraer, Eurocopter oder Lockheed Martin und auch einen Flugzeugtyp, die Daher TBM 850. Darüber hinaus wird die Wartung und Ersatzteilversorgung für die früher bei Daher gefertigten Typen sichergestellt.
Daher verfügt über Erfahrung in der Fertigung von Strukturelementen aus Verbundstoffen und Metall. Am 19. September 2016 wurde die 800. Maschine aus der Turbopropreihe TBM ausgeliefert, die seit 1990 produziert wird.
Im Juni 2019 wurde die US-amerikanische Firma Quest Aircraft von Daher Airplane übernommen, das die ebenfalls einmotorige Turbopropmaschine Quest Aircraft Kodiak weiter produzieren lässt.

## Aktuelle Typen

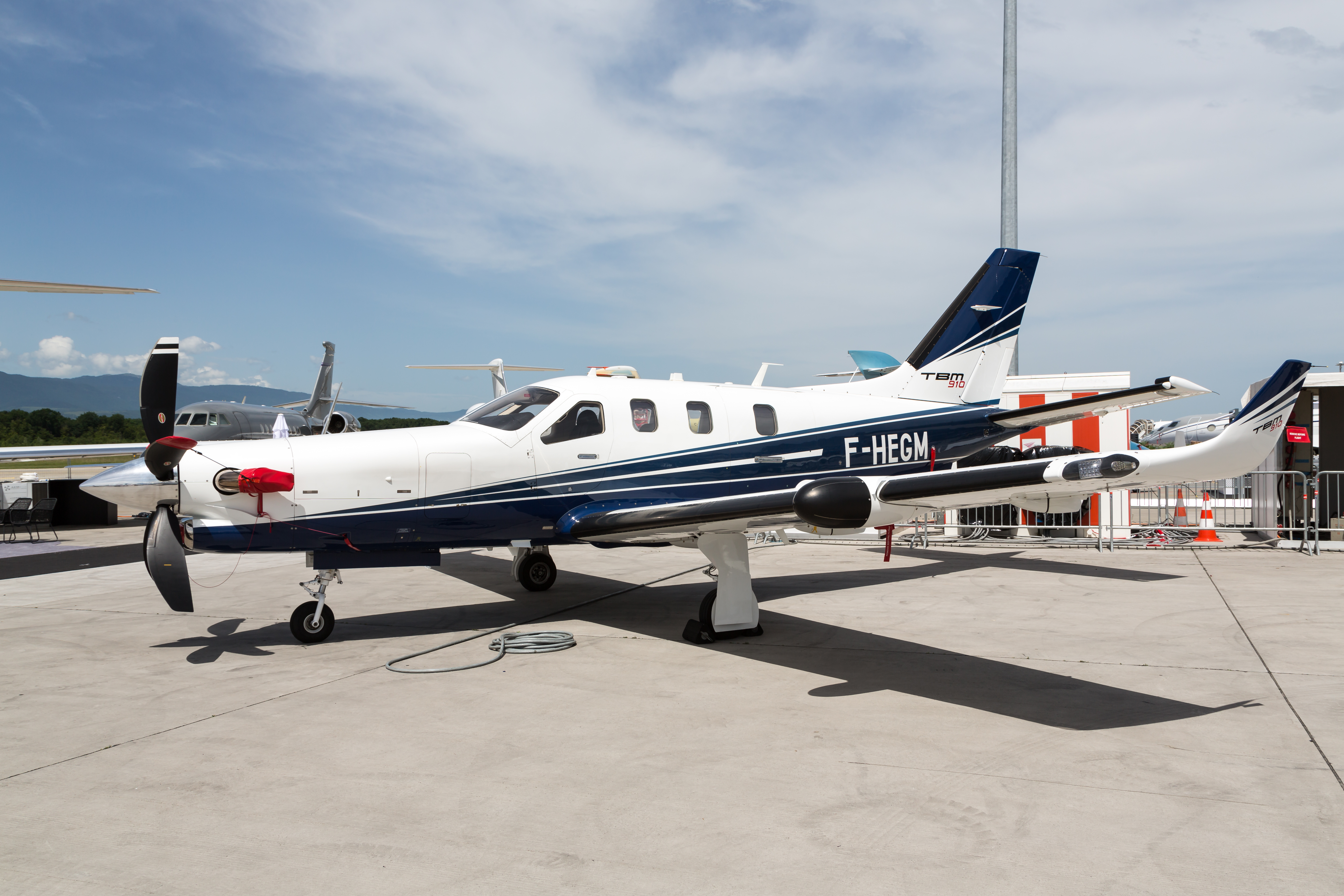
Aktuelles Modell: Daher TBM 910

- Kodiak 100
- Kodiak 900
- TBM 910
- TBM 960

## Ehemalige Typen

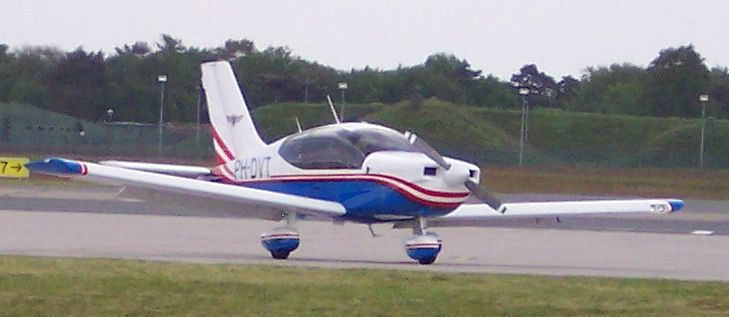
SOCATA TB 10

- Socata TB in den Versionen
  - TB 9 Tampico Club
  - TB 10 Tobago
  - TB 20 Trinidad
  - TB 200 Tobago XL
  - TB 21 Trinidad TC
- TB 30 Epsilon
- TB 31 Omega
- TB 360 Tangara
- TBM 700
- TBM 850
- TBM 900
- TBM 940